# E.L.E. (Extinction Level Event): The Final World Front
E.L.E. (Extinction Level Event): The Final World Front é o terceiro álbum de estúdio do rapper americano Busta Rhymes, lançado em 15 de Dezembro de 1998 (veja 1998 na música). É o primeiro álbum de Busta Rhymes a apresentar produção de Swizz Beatz, assim como não apresentar produção do colaborador de longa data Jay Dee. Criticamente aclamado, E.L.E. estreou na décima terceira posição da Billboard 200 com 235,000 cópias vendidas na primeira semana, alcançou a segunda posição da Billboard R&B/Hip-Hop Albums e foi o recipiente de duas nomeações para o Grammy, uma para Melhor Álbum de Rap e outra para Melhor Performance Solo de Rap. O álbum vendeu mais de 1,650,000 cópias até Junho de 2009, e foi certificado como platina pela RIAA. 

## Recepção
| Críticas profissionais | Críticas profissionais |
| Avaliações da crítica  | Avaliações da crítica  |
| Fonte                  | Avaliação              |
| ---------------------- | ---------------------- |
| The New York Times     | (favorável)            |
| NME                    | (7/10)                 |
| Allmusic               | [ 5 ]                  |
| The Source             | [ 6 ]                  |
| Entertainment Weekly   | (B)                    |
| Urban Latino           | [ 8 ]                  |
| Mixmag                 | [ 9 ]                  |
| Village Voice          | (mista)                |
| Rolling Stone          | [ 11 ]                 |

Extinction Level Event chegou a segunda posição na Top R&B/Hip-Hop Albums e a décima segunda posição na Billboard 200. O álbum e sua capa foram influenciados por filmes de disastre populares na época de lançamento do álbum em 1998, especialmente Armageddon e Impacto Profundo. Busta Rhymes explicou em uma entrevista que a capa foi inspirada pelo filme Impacto Profundo, mostrando sua imagem de um asteróide atingindo New York City.

## Faixas
| #  | Faixa                                            | Produtor(es)                                             | Participação(ões)  | Sample(s)                                                |
| -- | ------------------------------------------------ | -------------------------------------------------------- | ------------------ | -------------------------------------------------------- |
| 1  | "There's Only One Year Left!!! (Intro)"          |                                                          |                    |                                                          |
| 2  | "Everybody Rise"                                 | Nottz                                                    |                    | "If Tomorrow Never Comes" by The Controllers             |
| 3  | "Where We Are About to Take It"                  | Nottz                                                    |                    | "Topless Dancers of Corfu" by Dick Hyman                 |
| 4  | "Extinction Level Event (The Song of Salvation)" | Nottz                                                    |                    | "Early in the Morning" by Terry Baxter and his Orchestra |
| 5  | "Tear da Roof Off"                               | Swizz Beatz                                              |                    |                                                          |
| 6  | "Against All Odds"                               | Jamal                                                    | The Flipmode Squad |                                                          |
| 7  | "Just Give It to Me Raw"                         | Swizz Beatz                                              |                    |                                                          |
| 8  | "Do It to Death"                                 | Rockwilder                                               |                    |                                                          |
| 9  | "Keepin' It Tight"                               | Rashad Smith and Armando Colon                           |                    | "New Bell" by Manu Dibango                               |
| 10 | "Gimme Some More"                                | DJ Scratch                                               |                    | "Prelude from Psycho" by Bernard Herrman                 |
| 11 | "Iz They Wildin Wit Us & Gettin' Rowdy Wit Us?"  | Darrell "Delite" Allamby, Kenny Dickerson                | Mystikal           |                                                          |
| 12 | "Party Is Goin' on Over Here"                    | DJ Scratch                                               |                    |                                                          |
| 13 | "Do the Bus a Bus"                               | DJ Scratch                                               |                    | "Bubble Bunch" by Jimmy Spicer                           |
| 14 | "Take It Off"                                    | Hassan Big Haas The Fantom                               |                    | "Sunshower" by Dr. Buzzards Original Savanna Band        |
| 15 | "What's It Gonna Be?!"                           | Darrell "Delite" Allamby                                 | Janet Jackson      |                                                          |
| 16 | "Hot Shit Makin' Ya Bounce"                      | Deric "D-Dot" Angelettie & Nashiem Myrick for The Hitmen |                    | "Good Day for Lovin'" by Ann Peebles                     |
| 17 | "What the Fuck You Want!!"                       | Diamond D                                                |                    | "Apache" by The Incredible Bongo Band                    |
| 18 | "This Means War!!"                               | Busta Rhymes                                             | Ozzy Osbourne      | "Iron Man" by Black Sabbath                              |
| 19 | "The Burial Song (Outro)"                        | DJ Scratch                                               |                    |                                                          |

## Singles nas paradas
| Ano  | Single                      | Parada                           | Maior posição |
| ---- | --------------------------- | -------------------------------- | ------------- |
| 1999 | What's It Gonna Be?!        | The Billboard Hot 100            | No. 3         |
| 1999 | What's It Gonna Be?!        | Hot Rap Singles                  | No. 1         |
| 1999 | What's It Gonna Be?!        | Hot R&B/Hip-Hop Singles & Tracks | No. 1         |
| 1999 | What's It Gonna Be?!        | Rhythmic Top 40                  | No. 5         |
| 1999 | What's It Gonna Be?!        | Top 40 Mainstream                | No. 40        |
| 1999 | Gimme Some More             | Rhythmic Top 40                  | No. 36        |
| 1999 | Party Is Goin' on Over Here | Hot R&B/Hip-Hop Singles & Tracks | No. 72        |